# Metaphorical Music
Metaphorical Music jest pierwszym albumem Nujabes, na którym prezentuje połączenie jazzu i hip-hopu. 

## Lista piosenek
1. "Blessing It"
2. "Horn in the Middle"
3. "Lady Brown"
4. "Kunomi"
5. "Highs 2 Lows"
6. "Beat Laments the World"
7. "Letter From Yokosuka"
8. "Think Different (Razem z Substantial)"
9. "A Day by Atmosphere Supreme"
10. "Next View"
11. "Latitude (Remix) (Razem z Five Deez)"
12. "F.I.L.O."
13. "Summer Gypsy"
14. "The Final View"
15. "Peaceland"